# うるま市石川野球場
うるま市石川野球場（うるまし・いしかわやきゅうじょう）は、沖縄県うるま市（旧：石川市）の野球場。命名権による名称は、エナジックスタジアム石川（エナジックスタジアムいしかわ）。
かつてはNPBの中日ドラゴンズ（セントラル・リーグ）がキャンプで利用しており、当時は石川市営球場と呼称されていた。また石川球場という通称でも呼ばれている。

## 概要
1985年3月竣工。1987年から1995年にかけて中日ドラゴンズが具志川市営野球場（現・うるま市具志川野球場）とともにキャンプに使用していた。またKBOリーグ（韓国のプロ野球リーグ）・LGツインズのキャンプにも使用していた。球場に隣接するうるま市石川体育館（座標）、うるま市石川庭球場（座標）、石川公園があり、石川公園には石川野球場サブグラウンド（座標）がある。
2018年度までは石川市→うるま市の市営だったが、2019年に指定管理者制度を導入し、株式会社セイカスポーツセンターを代表とする「うるまスポーツ文化パートナーズ」に委託（期間：2019年4月 - 2024年3月・5年契約）した。また2019年4月1日に、株式会社エナジックインターナショナルと命名権契約を結び、「エナジックスタジアム石川」と改名された。同社子会社・エナジックスポーツシステムのエナジック硬式野球部が練習地として使用している。
2023年より、KBOリーグのサムスン・ライオンズの二軍が春季キャンプに使用している。

## 施設概要
- 鉄筋コンクリート・延べ床面積：16,480 m2[1]
- 収容人員：約1000人[1]
- 両翼95 m、中堅120 m[1]